# NGC 4255
NGC 4255 is een lensvormig sterrenstelsel in het sterrenbeeld Maagd. Het hemelobject werd in 1860 ontdekt door de Duits-Amerikaanse astronoom Christian Heinrich Friedrich Peters.

## Synoniemen
- UGC 7348
- MCG 1-31-47
- ZWG 42.4
- ARAK 355
- VCC 312
- PGC 39592